# Rhizostoma pulmo
Rhizostoma pulmo је врста медузе.

## Изглед
Прозрачна је, а ивице звона и усни режњеви, који су иначе срасли, плавољубичасте су боје. На усним режњевима су многобројне поре од којих полази шеснаест канала до гастроваскуларног дела, где се рачвасто спајају са кружним каналом. Звоно је некада веће висине него ширине. На његовој ивици се налази 80 малих режњева и ропалија.

## Ареал
Широко је распрострањена у пелагијалу источног Атлантика, Средоземног и Црног мора. Током зиме и пролећа честа је у северном и средњем Јадрану.